# Futaoi-jima
Futaoi-jima (jap. 蓋井島) ist eine japanische Insel im Gewässer Hibiki-nada des Japanischen Meeres. Sie gehört zur Stadt Shimonoseki, Präfektur Yamaguchi, von der sie ca. 6 Kilometer entfernt ist.
Die Insel hat eine Fläche von ca. 2,32 Quadratkilometern und 91 Einwohner.

## Bedeutung und Ursprung des Namens
Der Name bedeutet wörtlich „Insel mit dem abgedeckten Brunnen“. Es gibt zwei Legenden, die diesen Namen zu erklären versuchen. Nach der ersten Variante soll Jingū, die legendäre Gemahlin des Chūai-Tennō, Futaoijima besucht und das Quellwasser der Insel gelobt haben. Daraufhin wurde es mit einem Deckel geschützt. Nach der zweiten Legende wurde die Quelle mit einem Deckel versehen, um das Wasser ausschließlich für shintoistische Rituale verwenden zu können.

## Sehenswürdigkeiten
Der Leuchtturm Futaoi-jima (蓋井島灯台, -tōdai), war zu seiner Bauzeit 1951 der erste mit Windkraft betriebene seiner Art.
Im Schrein Futaoi Hachiman-gū (蓋井八幡宮) werden Jingū und ihr Sohn, der Ōjin-tennō verehrt. Im Sommer, Herbst und Winter wird hier ein großes Fest (matsuri) veranstaltet.
Im Norden der Inseln befinden sich drei Meereshöhlen, wobei in die zweite, 20 m lange, kleine Boote einfahren können.
Alle sieben Jahre wird beim yama no kami shinji (山ノ神神事) eine aufwändige, shintōistische Prozession zu Ehren der Berggötter (yama no kami) durchgeführt.

## Verkehr
Es besteht eine regelmäßige Fährverbindung nach Shimonoseki (dreimal täglich).